# Guy Stevens
Guy Stevens (född i East Dulwich, London, 13 april 1943, död 29 augusti 1981), producent. Mest känd som producent åt Mott the Hoople och som producent för mästerverket London Calling åt The Clash. 
Under inspelningen av London Calling stod Stevens och hoppade upp och ned framför musikerna när de spelade. Det hände även att han kastade stegar och stolar i studion. När Joe Strummer satt och spelade piano lär Stevens ha hällt en flaska vin över tangenterna, för att skapa ett "bluesigare" ljud... Clash skrev efter Stevens död hyllningslåten Midnight to Stevens.